# ジールコミュニケーションズ
株式会社ジールコミュニケーションズ（英称：Zeal Communications, Inc.）は、WebリスクコンサルティングやWebマーケティングなどを行うWebリスクソリューション事業部と採用コンサルティングや就活メディアなどの人材サービスを行うHR事業部で構成されている。本社は東京都渋谷区に所在。
現在の代表取締役社長は、創業者である元柏レイソルMFの薮崎真哉。

## 事業内容
- Webリスクソリューション事業：Webリスクコンサルティング、Webモニタリング、炎上補償サービス、代理店パートナー、メディア運用など
- HR事業：新卒学生人材紹介、体育会系学生限定合同企業説明会、採用アウトソーシング、採用戦略の企画・立案、内定者研修、就活情報サイト運営など

## 沿革
- 2008年（平成20年)
  - 10月 - Webリスクコンサルティング事業およびWebマーケティング事業者として設立。
  - 10月 - CSR活動として、環境省主導のプロジェクト「チーム・マイナス6%」に参加。
- 2009年（平成21年）
  - 1月 - アジア経営者連合会に加盟
  - 8月 - 本社を東京都港区に移転
- 2014年（平成26年）
  - 4月 - 大阪支店を大阪府大阪市北区に開設
  - 10月 - 大阪支店を現在の大阪府大阪市中央区に移転
  - 12月 - 東京本社を現在の東京都渋谷区に移転
- 2016年（平成28年）
  - 5月 - 柏レイソルのユニフォームスポンサー契約を締結
  - 8月 - 本社を同ビル内に増床
- 2020年 (令和2年)
  - 5月　株式会社ジールホールディングス、株式会社ジールキャリアと経営統合
  - 6月　名古屋支店を愛知県名古屋市中区に開設

## 関連会社
持株会社
- 株式会社ジールホールディングス
- 株式会社ジールキャリア

グループ会社
- 株式会社ジールコミュニケーションズ　HR事業部